# Вільна академія пролетарської літератури
Вільна академія пролетарської літератури (ВАПЛІТЕ) — літературне об'єднання, засноване в Харкові, яке проіснувало з 1926 до 1928 року та посіло значне місце в рамках українського літературного процесу в Радянській Україні. Її вважають центром Українського відродження 20-х років.

Печатка ВАПЛІТЕ

## Опис
Організація стояла на засадах творення нової української літератури шляхом засвоєння найкращих здобутків західноєвропейської культури.
Приймаючи офіційні вимоги комуністичної партії, в питаннях літературної політики ВАПЛІТЕ займало незалежну позицію і стояло на засадах творення нової української літератури кваліфікованими митцями, що ставили перед собою вимогу вдосконалення, засвоєння найкращих здобутків західноєвропейської культури. Лідером організації був Микола Хвильовий, який висунув гасло «Геть від Москви!», президентом — Михайло Яловий (пізніше Микола Куліш), секретарем — Аркадій Любченко.

## Учасники
ВАПЛІТЕ почала своє легальне існування в січні 1926 року. До її складу ввійшли найвидатніші українські письменники, які перебували в цей час у Харкові (колишня столиця УРСР): Микола Хвильовий, Михайло Яловий, Аркадій Любченко, Олесь Досвітній, Микола Куліш, Майк Йогансен, Григорій Епік, Павло Тичина, Іван Сенченко, Олекса Слісаренко, Петро Панч, Микола Бажан, Юрій Яновський, Володимир Сосюра, Юрій Смолич, Іван Дніпровський, Олександр Копиленко, Петро Шатун та інші.
Попри те, що учасники цієї групи раніше належали до різних партій, і враховуючи також наявність різних стилів і напрямків у мистецькій творчості, ВАПЛІТЕ була ідеологічною групою. Їх провідною ідеєю було відродження української нації.
Вони приділяли багато уваги вивченню європейських мов.
Завдяки внеску в діяльність літературного об'єднання М. Хвильового, якого вважають творцем нового світогляду та ідеології, поступово почало формуватися нове уявлення образу України, характер української культури та духовності. 
«Ваплітяни» засуджували політику більшовиків, московського імперіалізму, шовінізму і вимагали здійснення гасел Революції 1917 року, що проголошували національне самовизначення і свободу народів.
У 1926 році було видано два збірники – «ВАПЛІТЕ, зошит перший» (зі статтями та заявами) і «ВАПЛІТЕ, альманах перший» (художні твори), та в 1927 році – шість номерів двомісячного журналу «ВАПЛІТЕ», в якому публікували художні твори, критику, теоретичні статті, поточну хроніку літературних подій тощо. Від самого початку учасники й однойменний журнал опинилися під пильним наглядом офіційних кіл. Особливо посилилась і набула скоординованого характеру ідеологічна критика на адресу ВАПЛІТЕ і самого Миколи Хвильового після утворення «Молодняка» та ВУСПП (Всеукраїнської спілки пролетарських письменників). В 1927 році ВАПЛІТЕ видавала журнал «ВАПЛІТЕ», у якому серед інших друкувались Никифор Щербина та ін.
Частина текстів журналу «ВАПЛІТЕ» залишаються актуальними для досить широкого кола прихильників літератури XX століття. А інші вважаються корисним джерелом інформації для тих, хто досліджує чи  цікавиться особливостями історії України другої половини 1920-х років – процесами утвердження сталінської диктатури, боротьби з різними виявами опозиційної думки, «літературної дискусії» та її деградації, а також стилістикою тогочасного офіційного і напівофіційного літературного і політичного дискурсів.
У 1933–1938 роках з «ваплітян» були вбиті: М. Яловий, Микола Хвильовий, Олесь Досвітній, Олекса Слісаренко, Г. Епік, М. Куліш, М. Йогансен та інші.

## Завершення діяльності
Погляди М. Хвильового зумовили критику ВАПЛІТЕ з боку партійних і державних діячів УРСР. Особливо гострих нападок зазнав твір М. Хвильового «Вальдшнепи». 28 січня 1928 р. було конфісковано вже надруковане 6-те число літературно-художнього двомісячника «ВАПЛІТЕ» «через уміщення другого уривка з «Вальдшнепів» Хвильового, ВАПЛІТЕ змушена була «самоліквідуватися». Члени ВАПЛІТЕ продовжували літературну діяльність в альманасі «Літературний ярмарок» (1928–30) і організації «Пролітфронт». Члени ВАПЛІТЕ — одні з перших жертв репресій сталінського режиму.